# 13. ročník předávání cen Amerického filmového institutu
13. ročník předávání cen Amerického filmového institutu ocenil nejlepších deset filmů a deset filmových programů.

## Nejlepší filmy
- Argo
- Divoká stvoření jižních krajin
- Temný rytíř povstal
- Nespoutaný Django
- Bídníci
- Pí a jeho život
- Lincoln
- Až vyjde měsíc
- Terapie láskou
- 30 minut po půlnoci

## Nejlepší televizní programy
- American Horror Story: Asylum
- Perníkový táta
- Prezidentské volby
- Hra o trůny
- Girls
- Ve jménu vlasti
- Rozvedený se závazky
- Šílenci z Manhattanu
- Taková moderní rodinka
- Živí mrtví